# Komin Komarnickiego

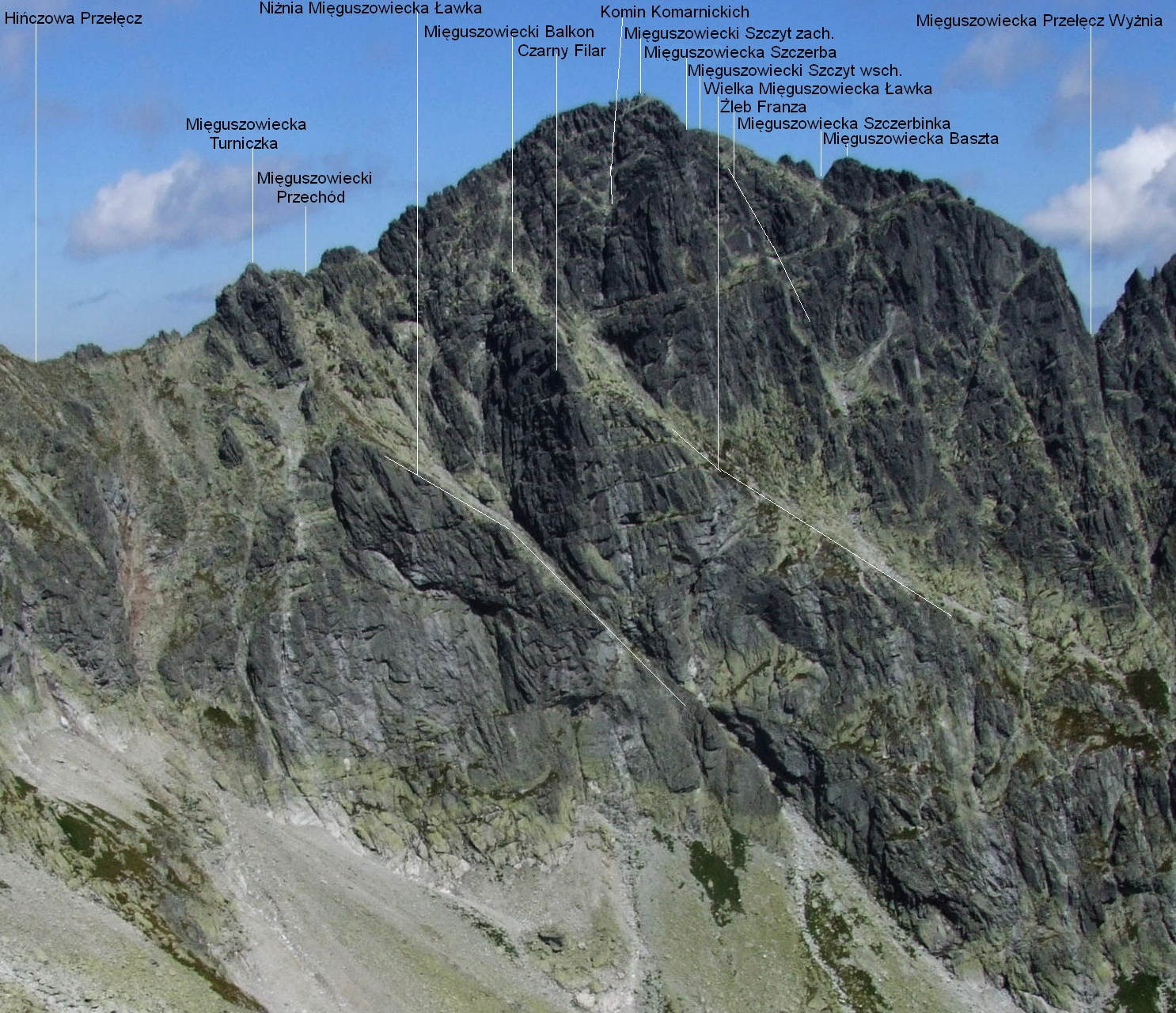
Widok z Koprowej Przełęczy

Komin Komarnickiego – komin na południowej ścianie Mięguszowieckiego Szczytu (2438 m) w słowackich Tatrach Wysokich. Jest głęboki, ciemny i dobrze widoczny z Doliny Hińczowej. Opada z siodełka za wybitną turniczką w filarze zachodniego wierzchołka Mięguszowieckiego Szczytu na system prawie poziomych półek pomiędzy Wielką Mięguszowiecką Ławką i Pośrednią Mięguszowiecką Ławką. Prowadzi nim droga wspinaczkowa Przez Komin Komarnickiego (III w skali tatrzańskiej, czas przejścia 2 godz.). W dolnej części komina znajduje się zaklinowany wielki głaz, ale można go obejść ścianą po prawej stronie. W górnej części komin rozdziela się na dwie gałęzie. Łatwiejsza, mimo odstraszającego wyglądu (jak pisze Władysław Cywiński), jest gałąź prawa, prawie pionowa.
Nazwa komina pochodzi od węgierskiego taternika Gyuli Komarnickiego, który wraz z Desiderem Reichertem jako pierwsi przeszli tym kominem 23 września 1920 r.